# Keeper of the Seven Keys Part 1
Keeper of the Seven Keys Part 1 je druhé studiové album německé speedmetalové hudební skupiny Helloween. Mnohdy je považováno za jedno z nejlepších alb skupiny, stejně tak se mu přičítá velký podíl na vývoji power metalu. Z alba vzešel singl „Future World", stejně jako videoklip „Halloween".

## Seznam skladeb
1. Initiation (Hansen) – 1:21
2. I'm Alive (Hansen) – 3:23
3. A Little Time (Kiske) – 3:59
4. Twilight of the Gods (Hansen) – 4:29
5. A Tale That Wasn't Right (Weikath) – 4:42
6. Future World (Hansen) – 4:02
7. Halloween (Hansen) – 13:18
8. Follow the Sign (Hansen/Weikath) – 1:46

Některá vydání uvádějí skladbu „Judas" mezi skladbami „A Tale That Wasn't Right" a „Future World".

## Rozšířená verze
1. Victim of Fate (b-side) – 7:00
2. Starlight (remix) – 4:15
3. Little Time (alternativní verze) – 3:33
4. Halloween (video edit) – 5:02

## Sestava
- Michael Kiske – zpěv
- Kai Hansen – kytara, lícní strana obalu
- Michael Weikath – kytara,
- Markus Grosskopf – baskytara
- Ingo Schwichtenberg – bicí
- Tommy Newton – produkce, režie
- Tommy Hansen – spoluproducent, režie, mix, emulator
- Limb – obal (zadní strana)
- Edda a Uwe Karczewski – návrh obalu